# Maria Mendes
Maria João Mendes (Porto, 28 juni 1985), beter bekend als Maria Mendes, is een Portugees jazz-zangeres en songwriter.

## Biografie
Mendes groeide op in Porto. Ze komt uit een muzikale familie: haar moeder studeerde muziek, haar grootvader was componist en haar grootmoeder was pianiste en klassiek zangeres. Mendes heeft deels Braziliaanse wortels, haar overgrootvader kwam oorspronkelijk uit Brazilië.
Mendes studeerde klassieke muziek aan het Gaia Conservatorium in Porto. Daarna koos ze voor jazz. Ze studeerde onder andere aan de Codarts Hogeschool in Rotterdam en ging in Nederland wonen. Ze deed succesvol mee aan verschillende jazzcompetities, zo won ze in 2009 het Jazz Vocalisten Concours.
Mendes gaf optredens op grote podia zoals North Sea Jazz, het Montreux Jazz Festival, de Blue Note jazzclub in New York, Muziekgebouw aan 't IJ, het Bimhuis en het Koninklijk Concertgebouw. Ze won een Edison Award in 2020 en werd genomineerd voor Grammy en Latin Grammy Awards.

### Along the Road en Innocentia
In 2013 bracht Mendes haar eerste album uit, Along the Road, gevolgd door Innocentia in 2015. Op beide albums zong ze haar interpretaties van diverse standards van Braziliaanse songwriters (zoals Ivan Lins, Dori Caymmi, Antônio Carlos Jobim, Heitor Villa-Lobos en Hermeto Pascoal), aangevuld met andere klassiekers (zoals Over the Rainbow en Fragile) en zelfgeschreven songs. Haar muziek op deze albums was een mix van jazz en Braziliaanse muziek. Ze werd op deze albums begeleid door (voornamelijk Nederlandse) jazzmuzikanten waaronder Steven Kamperman, Clemens van der Feen en Anat Cohen. Martin Fondse verzorgde een deel van de arrangementen op Innocentia.

### Close to Me en Saudade, Colour of Love
In 2019 bracht Mendes Close to Me uit. Mendes maakte dit album samen met toetsenist, arrangeur en componist John Beasley, het Metropole Orkest en een trio Nederlandse jazzmusici. Op dit album bracht Mendes symphonische jazz-uitvoeringen van Portugese fado. Ze koos hiervoor fadoliederen die bekend zijn geworden door Amália Rodrigues en Carlos Paredes. Daarnaast zong ze op dit album weer enkele zelfgeschreven songs, en 'Hermeto’s Fado for Maria', een song die Hermeto Pascoal speciaal voor haar had geschreven. De vocale stijl van jazz-zangeres Mendes, met veel scat en improvisatie, is heel anders dan fado, maar het voor fado kenmerkende gevoel van saudade was in de muziek duidelijk te horen.
Close to me werd positief besproken in de muziekpers. De Volkskrant schreef in een viersterrenrecensie: “In alle elegant dwarrelende noten hoor je de saudade van de fado terug, terwijl de muziek vleugels krijgt door Mendes’ geweldige gevoel voor timing en goed gedoseerde scat-vocalen.”
Mendes en Beasley maakten in 2022 opnieuw een album met het Metropole Orkest met de titel Saudade, Colour of Love. De muziek op het album was opnieuw een mix van symfonische jazz, fado en bossanova. Dit keer was het live opgenomen in het Muziekgebouw aan 't IJ. All About Jazz noemde dit album "een verbluffend vertoon van talent en techniek van alle betrokkenen".

## Prijzen en nominaties
- 2009: Winnaar Jazz Vocalisten Concours[3]
- 2020: Edison Award in de categorie Jazz Nationaal Vocaal[18]
- 2020: Edison Award nominatie in de categorie Edison Jazzism Publieksprijs[19]
- 2020: Grammy Award nominatie in de categorie Best arrangement, instruments and vocals voor John Beasley & Maria Mendes (arrangeurs) met 'Asas Fechadas'[20]
- 2020: Latin Grammy Award nominatie in de categorie Best arrangement voor John Beasley & Maria Mendes (arrangeurs) met 'Asas Fechadas'[21]
- 2023: Latin Grammy Award nominatie in de categorie Best arrangement voor John Beasley & Maria Mendes (arrangeurs) met 'Com Que Voz'[22]
- 2023: Grammy Award nominatie in de categorie Best arrangement, instruments and vocals voor John Beasley & Maria Mendes (arrangeurs) met 'Com Que Voz'[23]

## Discografie
- Along The Road (2013)
- Innocentia (2015)
- Close to Me (2019)
- Saudade, Colour Of Love (2022)